# Коропачинский, Семён Фёдорович
Семён Фёдорович Коропачинский (1851 — 1922) - русский педагог. Действительный статский советник (1899). Директор Бердянской мужской гимназии (1888-1891). Директор Симферопольской мужской казенной гимназии (1891-1918). 

## Биография
Родился в 1851 году. Из обер-офицерских детей. Закончил историко-философский факультет Новороссийского университета  в 1873 году.  В службе и классном чине с 1874 года. Учитель Ришельевской гимназии в Одессе. С 1874 года учитель русской словесности в Одесском институте благородных девиц. Секретарь педагогического совета, инспектор гимназии. С 1884 года председатель педсовета Одесской Мариинской гимназии. Статский советник (1886). С 1888 года директор Бердянской мужской гимназии, председатель педсовета Бердянской женской гимназии. Директор Симферопольской мужской казенной гимназии с 19 сентября 1891 года. С 1892 года в Таврическом губернском училищном совете. Действительный статский советник (1899). Получил 15 благодарностей от попечителя Одесского учебного округа. Последнее упоминание в должности директора Симферопольской гимназии в 1916 году, преподавал после революции. Умер в 1922 году.

## Награды
- орден Св. Анны  2 ст. и 3 ст.,
- орден Св. Станислава 1-й, 2-й и 3-й ст.,
- орден Св. Владимира 2 ст и 4 ст.  ,
- медаль в память царствования Императора Александра III,
- медаль в честь 300-летия дома Романовых
- Библия от Святейшего Синода[2].